# مویزباخ
مویزباخ (به آلمانی: Meusebach) یک شهر در آلمان است که در زاله‌هلتسلاند واقع شده‌است. مویزباخ ۹۴ نفر جمعیت دارد.